# Sinorchestia taiwanensis
Sinorchestia taiwanensis is een vlokreeftensoort uit de familie van de Talitridae. De wetenschappelijke naam van de soort is voor het eerst geldig gepubliceerd in 1999 door Miyamoto & Morino.